# Гореславка
Гореславка — деревня в Красносельском районе Костромской области. Входит в состав Прискоковского сельского поселения.

## География
Находится в юго-западной части Костромской области на расстоянии приблизительно 14 км на восток-юго-восток по прямой от районного центра поселка Красное-на-Волге у левого берега Волги.

## История
Известна с 1872 года, когда здесь было учтено 13 дворов, в 1907 году отмечено было 25 дворов.

## Население
Постоянное население составляло 79 человек (1872 год), 109 (1897), 117 (1907), 20 в 2002 году (русские 95 %), 15 в 2022.